# 블랙 벨트

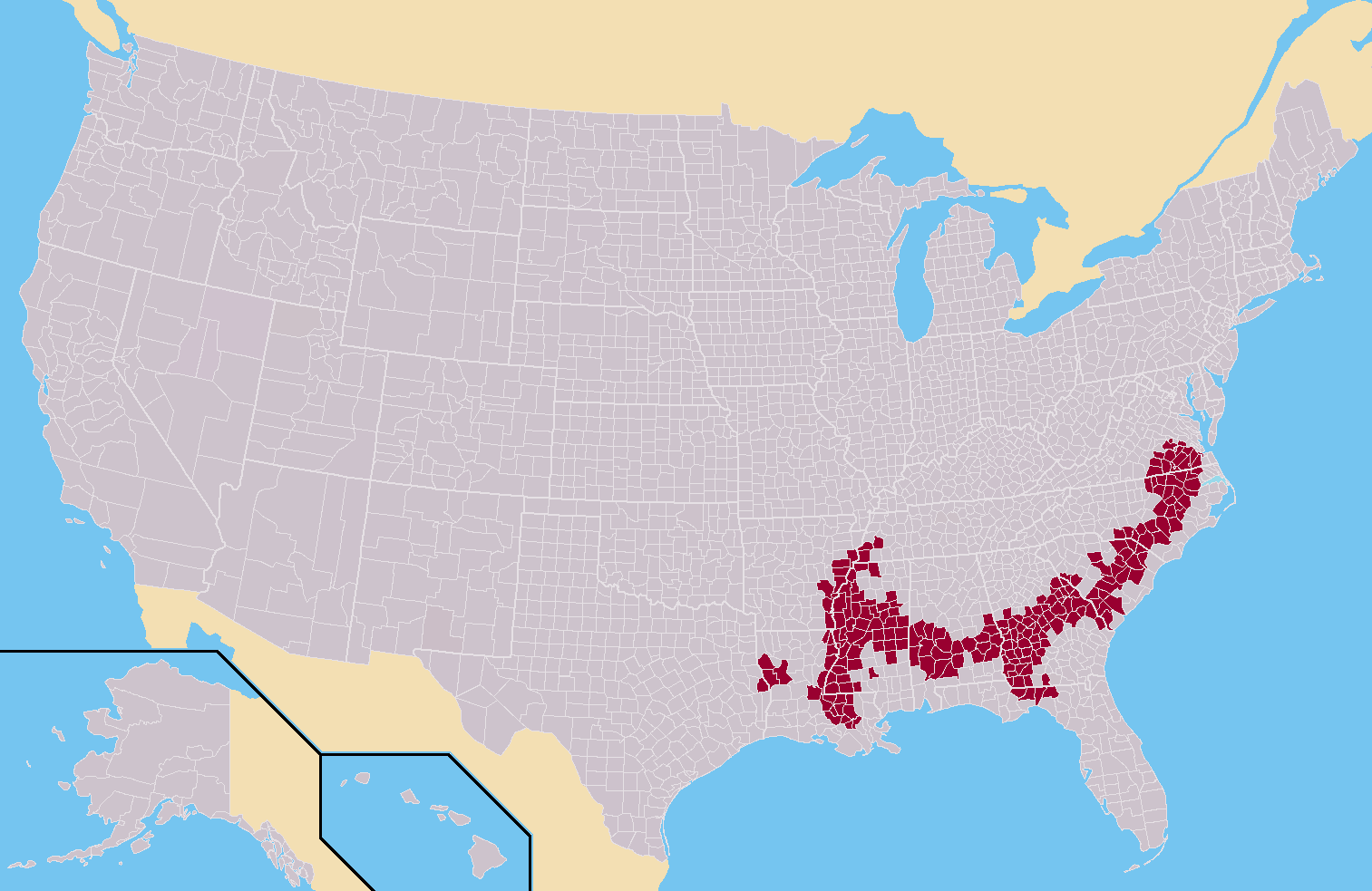
블랙 벨트

블랙 벨트(Black Belt)는 원래 앨라배마주 중앙부에서 미시시피주 북동부에 걸쳐 펼쳐지는 대초원에서 유래하는 것이었다. 그러나 아프리카계 미국인의 비율이 높은 지역인 빈곤, 낮은 교육 수준, 높은 범죄율, 실업률 등이 특징인 미국 남부의 일부분을 가리키는 것으로 오랫동안 사용되고 있다.

## 같이 보기
- 디프사우스
- 미국 남부
- 소작인